# Igralna kocka
Igralna kocka, ki ima običajno obliko kocke, je pripomoček za naključno določanje izbir, največkrat je uporabljena pri igrah s kocko.
Kocka ima običajno zaobljene vogale za lažje kotaljenje, ploskve pa so običajno opremljene s pikami ali drugimi simboli. Običajno je vsota pik na nasprotnih ploskvah enaka sedem.
»Kocka« ima lahko tudi obliko drugih geometrijskih teles: oktaeder, tetraeder, dodekaeder, ikozaeder.

## Igre s kocko
- backgammon
- jamb
- človek ne jezi se